# Hydrelia ulula
Hydrelia ulula là một loài bướm đêm trong họ Geometridae.